# Einsilbler (Verslehre)
Der Einsilb(l)er ist in der Verslehre bei silbenzählendem Versprinzip ein Versmaß bzw. Vers nur einer Silbe. Im Kontext antiker Dichtung wird auch die Bezeichnung Monosyllabus verwendet.